# Carlo Salvioli
Carlo Salvioli (Venezia, 11 novembre 1848 – Mirano, 29 gennaio 1930) è stato uno scacchista e notaio italiano.

## Biografia
Di professione notaio, la vera passione della sua vita furono però gli scacchi.
Pur essendo stato anche un forte giocatore (vinse nel 1881 il torneo nazionale di Milano, diventando praticamente campione italiano) è noto principalmente come autore dell'opera "Teoria e pratica del giuoco degli scacchi", il cui primo volume fu pubblicato a Venezia dalla tipografia Ferrari nel 1885.

È stato il primo libro italiano con una trattazione sistematica delle aperture e delle altre fasi della partita. Ebbe larga diffusione e vari ampliamenti e riedizioni.
Dedicò il primo volume all'amico Cyril Bexley Vansittart (un inglese residente a Roma dal 1860), che fu il principale ispiratore di quest'opera e anche della sua attività agonistica. Nella prefazione scrisse:
A giovare a tutti coloro che vorrebbero progredire in questo gioco senza ricorrere a libri 
 tedeschi, inglesi o francesi, sarebbe dunque necessario un trattato nuovo e completo.
 Un trattato che si facesse leggere, utile e dilettevole, che avesse a riguardo e ai giocatori 
  provetti e ai principianti.
Il secondo volume, dedicato alle aperture semi-aperte, all'apertura di Donna e alle aperture irregolari, uscì nel 1886; il terzo volume, dedicato ai finali di partita, uscì nel 1888.
Successivamente uscì in dispense nella Nuova Rivista degli Scacchi il "Manuale teorico-pratico del giuoco degli scacchi", terminato nel 1899. Il manuale fu poi rielaborato e pubblicato nel 1913 dall'editore Giusti di Livorno col titolo "Il giuoco degli scacchi di Gioacchino Greco detto il Calabrese".
Nel 1928, quando era già ottantenne, pubblicò con l'editore Ammanati di Firenze "La difesa indiana" e "Le varie difese del Nero in risposta a 1.e4-e5", poi nel 1929 con lo stesso editore "I giuochi irregolari" e nel 1930 "La partita del pedone di donna".
Salvioli fu anche un compositore di studi di prim'ordine. Pubblicò circa 60 studi molti dei quali ricevettero vari riconoscimenti.
Il "Circolo scacchistico Carlo Salvioli" di Venezia, fondato nel 1920, è dedicato alla sua memoria. 
Salvioli era appassionato di musica classica e anche un valente pianista.
Il "Comitato Carlo Salvioli - Amici dell'ospedale di Mirano" è un'associazione nata nel 1995 per la difesa dell'ospedale minacciato da ricorrenti progetti di riduzione. Il Comitato è stato intestato a Carlo Salvioli in quanto egli lasciò tutto il suo patrimonio all'allora Congregazione di carità da cui è poi sorto l'ospedale di Mirano. Un busto in memoria del benefattore Carlo Salvioli è stato posto all'entrata dell'ospedale di Mirano che è divenuto sede di "eccellenze" come il Dipartimento cardiovascolare, il dipartimento di scienze mediche e l'ottimo settore materno-infantile. L'ospedale dispone di servizi diagnostici e di emergenza-urgenza d'avanguardia.

## Attività agonistica
Partecipò solo a tre importanti tornei:
- Terzo torneo nazionale, Milano 1881. Lo vinse con 11/16, davanti a Fermo Zannoni (10 ½), al padovano Gustavo Maluta (10) e al milanese Edoardo Crespi (9). Fu il primo torneo italiano in cui venivano applicate le regole internazionali[4]. 
  In questo torneo venne giocata per la prima volta, nella partita Salvioli-Mattia Cavallotti, l'apertura 1.d4 d5 2.c4 e5, che verrà poi chiamata controgambetto Albin.

- Quarto torneo nazionale, Venezia 1883. Si classificò 3º con 9/16 dopo il vincitore Fermo Zannoni e il padovano Giacomo Zon. Salvioli fu il principale organizzatore di questo torneo, del quale curò anche il libro: "Il quarto torneo scacchistico italiano nazionale in Venezia" (Ferrari, Venezia 1884).

- Quinto torneo nazionale, Roma 1886. Vinse ancora Fermo Zannoni, con 9/16. Salvioli si classificò 4º dopo il romano Filippo Cantoni e il veneziano Bartolomeo Forligo. Salvioli scrisse il libro del torneo, edito dalla tipografia Ferrari nel 1887.

## Opere
- Il quarto torneo scacchistico italiano nazionale in Venezia, ed. Ferrari alla Porta, Venezia, 1884
- Il quinto torneo scacchistico nazionale, Roma 1886, ed. Ferrari, Kirchmayr e Scozzi, Venezia, 1887
- Trattato completo dei finali di partita, con 500 diagrammi e più di mille esempi, ed. Ferrari, Kirchmayr e Scozzi, Venezia, 1888
- Teoria e pratica del giuoco degli scacchi - ed. Ferrari alla Porta, Venezia 1885–1888 (3 volumi)
- L'ultima teoria e pratica del giuoco degli scacchi, ed. Ferrari alla Porta, Venezia 1900
- Manuale teorico-pratico del giuoco degli scacchi per principianti, "Nuova Rivista Degli Scacchi", ed. Giuseppe Meucci, Livorno 1899
- Il giuoco degli scacchi di Gioacchino Greco detto il Calabrese, ed. La nuova Italia, Giusti, Firenze 1961
- La partita d'oggi, supplemento all'"Ultima teoria e pratica del giuoco degli scacchi", ed. Ammannati, Firenze 1928 (completata nel 1932 da Giuseppe Stalda)